# Maturation squelettique
L'analyse de la maturation squelettique ou maturation osseuse peut-être pratiquée chez l'enfant, de sa naissance à la fin de la croissance, le plus souvent par un examen radiologique. Il existe différentes motivations et méthodes pour l'évaluer.

## Raisons de l'étude

### Estimation de l'âge "osseux"
La maturation squelettique étant estimée, on obtient un coefficient ou pourcentage de maturation. Si on ramène ce coefficient aux courbes moyennes ou médianes d'une population dont on connait l'âge réel, on peut alors avoir une idée de l'âge réel de l'individu étudié. Cette estimation est souvent appelée âge "osseux".
Ces tests sont parfois utilisés, notamment en France, pour déterminer si un jeune étranger est majeur, ce qui autorise sa reconduite à la frontière par les autorités. Cette pratique est décriée par les associations de défense des droits des étrangers, mais le Commissaire aux droits de l'homme du Conseil de l'Europe a rappelé en 2011 qu'elle l'était également par des associations de pédiatres et par des radiologues :

« Partout en Europe, et notamment au Royaume-Uni, les associations de pédiatres sont catégoriques sur un point : la maturité de la dentition et du squelette ne permet pas de déterminer l'âge exact d'un enfant, mais uniquement de procéder à son estimation, avec une marge d'erreur de deux à trois ans. L’étude sur les mineurs non accompagnés réalisée par le Réseau européen des migrations souligne que l'interprétation des données peut varier d'un pays à l'autre, voire d'un spécialiste à l'autre.
Le recours aux rayons X soulève par ailleurs de graves questions d'éthique médicale. En 1996, la Faculté royale de radiologie (Royal College of Radiologists (en)) de Londres a déclaré que l'examen radiographique pratiqué pour évaluer l'âge d'une personne était « injustifié » et qu'il était inadmissible d'exposer des enfants à des radiations ionisantes sans un intérêt thérapeutique et dans un but purement administratif. »

### Estimation de la taille maximale
Pour savoir la taille qu'aura peut-être votre enfant, il faut mettre sur le carnet de santé sa taille actuelle sur son âge osseux. Imaginons qu'une personne a 15 ans, que son âge osseux est de 13 ans et qu'il mesure 1,80 m, il faut situer 1,80 m sur la courbe d'un enfant de 13 ans. Cela vous donnera sa taille estimée.

### Diagnostic d'un retard de croissance
Voir l'article : Croissance de l'enfant.

## Méthodes d'analyses

### Méthode de Greulich et Pyle
La méthode de Greulich et Pyle (1959) est une solution médicale afin de déterminer la maturation osseuse chez l'enfant à partir de 2 ans jusqu'à la fin de la croissance lors d'un examen d'imagerie médicale (radiologie). Cette méthode est basée sur la comparaison de l'ossification du poignet de la main gauche de l'enfant par rapport à un atlas d'images de références (atlas de Greulich et Pyle). Par exemple, l'apparition du sésamoïde du pouce se fait au début de la puberté, à la fois chez la fille (environ 11-12 ans) et chez le garçon (environ 12-13 ans), sous l'effet de l'imprégnation en hormones sexuelles.
Cette méthode est utilisée entre autres pour la détermination de l’âge osseux et donc de l'âge de l'enfant, utilisée notamment pour les mineurs délinquants ou demandeurs d’asile réalisé à la demande des ministères français de la Justice et de la Santé afin d'écarter une falsification de l'âge. La précision de l'estimation de l'âge osseux est assez fiable jusqu’à 15 ans, mais pas entre 16 et 18 ans.[réf. nécessaire]

### Méthode de Sauvegrain et Nahum
La méthode de Sauvegrain et Nahum repose sur l'analyse des quatre noyaux d'ossification de l'extrémité distale de l'humérus (condyle, olécrane, trochlée et tête radiale).
Elle est généralement utilisée en complément de la méthode de Greulich et Pyle et s'utilise principalement entre 9 et 13 ans chez la fille et entre 10 et 15 ans chez le garçon.

### Test de Risser
Le test de Risser consiste en une analyse de l'épaisseur du cartilage recouvrant le dessus de la crête iliaque (relief osseux de l'os coxal). Un cartilage sans liseré signifie qu'il est encore immature alors qu'il sera complètement accolé à la crête iliaque et ossifié à maturité (généralement vers 19-20 ans).
Ce test est utilisé chez l'adolescent notamment pour contrôler que la déviation de la colonne ne s'agrave pas lorsqu'une scoliose a été diagnostiquée.